# GIV-5312
La GIV-5312 és una carretera antigament anomenada provincial, actualment gestionada per la Generalitat de Catalunya. Les lletres GI corresponen a la demarcació territorial de Girona i la V al seu antic caràcter de veïnal. Discorre pels termes municipals de Sant Gregori i de Girona, a la comarca del Gironès.
Té l'origen en el petit nucli de Sant Medir, des d'on davalla cap al sud, passa per Talaià, i entra a Girona pel barri de Talaià - Germans Sàbat, tot seguint la vall de la Riera dels Bullidors.

## Llocs d'interés
- Església de Sant Medir de Cartellà[2]